# Dlhé Klčovo
Dlhé Klčovo je obec na Slovensku, v okrese Vranov nad Topľou v Prešovském kraji. Obec leží v severovýchodní části Východoslovenské nížiny, rozloha katastru obce je 1021 ha. Žije zde přibližně 1 400 obyvatel.

## Historie
Území obce je trvale obýváno od 13. století. První písemná zmínka o obci pochází z roku 1270, kde je uváděna jako Hussceumezeu nebo Huzeumezew, později jako Longuscampus v roce 1331, Kolcsowszky, Dluhy v roce 1773, Kolčowo Dluhé v roce 1808, Kolčové Dlhé v roce 1920, Kolčovské Dlhé v roce 1927 a od roku 1948 jako Dlhé Klčovo; maďarsky Kolcshossúmező nebo Kolosmező. Do roku 1948 se obec nazývala Kolčovské Dlhé, případně Dlhé Kolčovské. V roce 1831 postihla obec cholera, na kterou zemřelo 129 obyvatel. 
V roce 1715 měla obec 13 opuštěných a 13 obývaných domácností. V roce 1787 žilo v 95 domech 743 obyvatel a v roce 1828 žilo 1053 obyvatel v 142 domech. Hlavní obživou bylo zemědělství. Mezi havní plodiny patřily brambory, zelí a fazole dále kukuřice a cukrová řepa. Do padesátých let 20. století se pěstovalo konopí.

## Geografie
Obec leží v severním výběžku Východoslovenské nížiny mezi řekou Topľou na západě a Ondavou na východě. Území je převážně rovinaté s lužní nivou s nadmořskou výškou 106 až 120 m. Střed obce je ve výšce 114 m n. m. Povrch obce je odlesněný. Sporadický se nacházejí zbytky lužních lesů na březích Ondavy s olší lepkavou, vrbou bílou a vrbou křehkou, vzácně s dubem letním.
Sousedními obcemi jsou Hencovce na severu, Nižný Hrabovvec, Poša a Nižný Hrušov na východě, Sečovská Polianka na jihu a západu, Sačurov a Vranov nad Topľou na západě.

## Znak
Blason: zlatý klíč v modrém štítu. 
Znak vychází z historického otisku z let 1865–1867, ke je ve středu oválného otisku symbol renesančního klíče. Znak je používán od roku 1994.